# Club Patí Vilanova
El Club Patí Vilanova , es un club español de hockey sobre patines, con sede en Villanueva y Geltrú (Barcelona) España. Fue fundado oficialmente en 1951 y compite en la Liga Nacional Catalana tanto en categoría masculina como en femenina.

## Historia
En el año 1942, los muchachos que jugaban con los patines en la calle, tuvieron la idea de formar un club en Villanueva, para lo que se alquiló la pista Pensió Peixerot. El juego entonces se jugaba con disco en vez de con bola, y participaron en el campeonato de Cataluña con el nombre de Educación y Descanso Villanueva. Formaban el equipo César Bernat, Robert, Granda, Cucullera, Bellmunt, Solà y Ferrando. El coste económico y la falta de patrocinio hizo que el club solo durara dos temporadas. Pese a una buena actuación en el campeonato regional (terceros), el equipo desapareció.
En 1950, Carlos Albet Olivella, Antoni Castells Gibert, Vicente Coll Claramunt, Antonio Ferrer Font, Josep Jiménez Nin, José O. Mas Planas, J.M. Tello Vilalta, Miguel Tello Vilalta, Francisco Bernad Claramunt, José María Coll Claramunt, Joaquim Durán Mulà, Pedro Ferrer Solé, José R. Julià Tomàs, Isidro Roset Ventosa y Francisco Vilaseca Roselló se reunieron para impulsar la práctica del hockey sobre patines en Villanueva y Geltrú. De esa reunión emanó una junta directiva que traería la fundación oficial del club al año siguiente. Se eligió a Josep Jiménez i Nin, a Joaquim Durán como secretario y a los hermanos Coll como vocales.
Una vez todo organizado, se hizo la inscripción federativa, se buscaron los jugadores y el primer partido se jugó el 19 de marzo de 1951, contra el F. de J. Sitges. Desde entonces múltiples títulos le avalan como uno de los clubs más importantes de España.
En 2007 ganó la Copa de la CERS en un partido contra el Candelaria SC que se jugó en la ciudad de Villanueva y Geltrú, si bien no en su pista habitual (Les Casernes), sino en el pabellón del polideportivo del Garraf, mucho más grande y con capacidad para albergar a las más de dos mil personas que acudieron a la cita y que agotaron las entradas.
El año 2009 se incorporó al club el entrenador Carlos Figueroa Lorente, en tareas de dirección técnica y de entrenador de la sección femenina.

## Himno y animación
El llamado por su afición sentiment verdiblanc agrupa a unos cientos de fieles, agrupados en diversos grupos: L'Eskala, Els nois de l'Escala (la peña más antigua), l'Orgull Bordegàs y los Partisans de les Casernes.
El himno del club es El turuta.

## Palmarés equipo masculino
- Campeón de la Copa del Rey (3): 1963-64; 1967-68 y 1975-76
- Subcampeón del Copa del Rey: 1965-66, 1966-67 y 2009-10
- Campeón de la Copa de la CERS (1): 2006-07
- Subcampeón de la Copa de la CERS: 2005-06 y 2010-11
- Subcampeón de la Copa de Europa: 1976-77[2]
- Campeón del Campeonato de Cataluña: 1963-64 y 1965-66
- Subcampeón del Campeonato de Cataluña: 1966-67
- Campeón de la Copa de la Generalidad Catalana: 1996-97
- Subcampeón de la Liga Nacional española/División de honor: 1965-66; 1967-68 y 1975-76
- Campeón de Primera Div. Nacional: 1972-73 y 1981-82
- Campeón del Torneo de San Juan (Argentina): 1964
- Campeón del Torneo de Sintra (Portugal): 1967
- Campeón del Torneo de Monza (Italia): 1967

## Palmarés equipo femenino
- Campeón Copa de la Reina: 2009 y 2018

## Palmarés base
- Campeón Territorial BCN (Prebenjamin iniciación): 2011-12; 2012-13 y 2013-14
- Campeón Territorial BCN (prebenjamín): 2013-14 y 2018-19
- Tercero europeo (U-15): 2013-14 y 2019-20
- Tercero PRECAT (prebenjamín): 2013-14
- Tercero BCN (benjamín): 2016-17
- Campeón Cataluña (alevín): 2017-18
- Campeón Cataluña (benjamín): 2017-18
- Campeón España (alevín): 2017-18
- Campeón PRECAT (prebenjamín): 2017-18
- Subcampeón Cataluña (minifem): 2017-18
- Subcampeón Europeo (U-15): 2018-19
- Subcampeón Cataluña (Fem 13): 2018-19 y 2020-21
- Campeón europeo (Fem 15): 2020-21
- Campeón Cataluña (Fem 15): 2021-22